# Annamária
Az  Annamária női név az Anna és a Mária nevek összetétele.

## Rokon nevek
Annamari, Anna, Mária

## Gyakorisága
Az újszülötteknek adott nevek körében az 1990-es években gyakori volt. A 2000-es évek közepéig a 89-91. helyen állt, de azóta, a 2010-es években sem, nem szerepelt a 100 leggyakrabban adott női név között.
A teljes népességre vonatkozóan az Annamária a 2000-es években a 65-66., a 2010-es években a 64-66. helyen állt a 100 leggyakrabban viselt női név között.

## Névnapok
június 9., július 1.

## Idegen nyelvi változatok
Annamarie, Annemaria, Annmarie, Anne-Marie, Anne-Maria, AnnMarie

## Híres Annamáriák, Annamarik
- Bíró Annamária a népművészet mestere
- Dancs Annamari énekesnő
- Detre Annamária színésznő
- Kovács Annamária operaénekes
- Prókai Annamária magyar színésznő
- Sánta Annamária színésznő, szinkronszínésznő
- Szalai Annamária politikus
- Baleczky Annamária bemondó, újságíró